# Persone di nome Ercole
| Questa pagina contiene informazioni ricavate automaticamente dalle voci biografiche con l'ausilio del template Bio e di un bot. L'aggiornamento è periodico e automatico e ricostruisce completamente la pagina. Se manca una persona in questa lista, sei pregato di non aggiungerla, ma accertati piuttosto che la sua voce biografica contenga il template Bio e che i dati anagrafici siano correttamente compilati. Se il template Bio manca, inseriscilo tu stesso o, in alternativa, metti l'avviso {{tmp\|Bio}} che ne segnala la mancanza. Se i dati riportati sono sbagliati, correggi direttamente la voce biografica; le modifiche saranno visibili in questa lista entro pochi giorni. Per chiarimenti vedi il progetto antroponimi. La lista contiene solo le 130 persone che sono citate nell'enciclopedia e per le quali è stato implementato correttamente il template Bio. Pagina aggiornata al 6 ago 2025. |

Questa è una lista di persone presenti nell'enciclopedia che hanno il nome Ercole, suddivise per attività principale.

## Allenatori di calcio(1)
- Ercole Rabitti, allenatore di calcio e calciatore italiano (Torino, n. 1921 - Ferrara, † 2009)

## Anatomisti(1)
- Ercole Lelli, anatomista, scultore e pittore italiano (Bologna, n. 1702 - Bologna, † 1766)

## Archeologi(2)
- Ercole Contu, archeologo italiano (Villanova Tulo, n. 1924 - Sassari, † 2018)
- Ercole Nardi, archeologo italiano (Poggio Mirteto, n. 1819 - † 1892)

## Architetti(2)
- Ercole Gasparini, architetto italiano (Bologna, n. 1771 - Bologna, † 1829)
- Ercole Negro di Sanfront, architetto e generale italiano (Centallo, n. 1541 - Savigliano, † 1622)

## Arcivescovi cattolici(1)
- Ercole Visconti, arcivescovo cattolico e diplomatico italiano (Milano, n. 1645 - Milano, † 1712)

## Attivisti(1)
- Ercole Lertua, attivista italiano (Piacenza, n. 1897 - Roncaglia, † 1924)

## Attori(1)
- Ercole Vaser, attore italiano (Torino, n. 1860 - Torino, † 1918)

## Attori teatrali(1)
- Ercole Albergati, attore teatrale italiano (Bologna)

## Avvocati(2)
- Ercole Adriano Ceccarelli, avvocato e politico italiano (Forlì, n. 1856 - Forlì, † 1949)
- Ercole Graziadei, avvocato italiano (n. 1900 - † 1981)

## Calciatori(6)
- Ercole Bodini, calciatore e allenatore di calcio italiano (Cremona, n. 1904 - Cremona, † 1962)
- Ercole Carzino, calciatore e allenatore di calcio italiano (Sampierdarena, n. 1901 - Genova, † 1980)
- Ercole Castaldo, calciatore, allenatore di calcio e dirigente sportivo italiano (Torre Annunziata, n. 1926 - Parigi, † 2006)
- Ercole Foschini, calciatore italiano (Faenza, n. 1905 - Cittadella, † 1992)
- Ercole Minelli, calciatore italiano (Bologna, n. 1906)
- Ercole Vampa, calciatore italiano (Trieste, n. 1899 - Milano, † 1965)

## Canottieri(1)
- Ercole Olgeni, canottiere italiano (Venezia, n. 1883 - Venezia, † 1947)

## Cardinali(3)
- Ercole Consalvi, cardinale, politico e mecenate italiano (Roma, n. 1757 - Roma, † 1824)
- Ercole Dandini, cardinale e vescovo cattolico italiano (Roma, n. 1759 - Roma, † 1840)
- Ercole Rangoni, cardinale e vescovo cattolico italiano (Bologna, n. 1491 - Roma, † 1527)

## Ciclisti su strada(3)
- Ercole Baldini, ciclista su strada e pistard italiano (Forlì, n. 1933 - Forlì, † 2022)
- Ercole Gualazzini, ex ciclista su strada italiano (San Secondo Parmense, n. 1944)
- Ercole Rigamonti, ciclista su strada italiano (Lambrugo, n. 1913 - Como, † 2000)

## Compositori(2)
- Ercole Bernabei, compositore e organista italiano (Caprarola, n. 1622 - Monaco di Baviera, † 1687)
- Ercole Paganini, compositore italiano (Ferrara, n. 1770 - Novara, † 1825)

## Condottieri(2)
- Ercole Bentivoglio, condottiero italiano (Bologna, n. 1459 - † 1507)
- Ercole Rangoni, condottiero italiano (Modena, † 1572)

## Designer(1)
- Ercole Spada, designer italiano (Busto Arsizio, n. 1937 - Sestriere, † 2025)

## Fotografi(1)
- Ercole Massaglia, fotografo italiano (Torino, n. 1890 - Asti, † 1941)

## Generali(3)
- Ercole Ercole, generale, aviatore e militare italiano (Torre Annunziata, n. 1887 - Roma, † 1967)
- Ercole Roncaglia, generale italiano (Modena, n. 1886 - Modena, † 1965)
- Ercole Tommaso Villa, generale italiano (Torino, n. 1684 - Torino, † 1766)

## Genetisti(1)
- Ercole Ottaviano, genetista italiano (Scerni, n. 1937 - Milano, † 1991)

## Giornalisti(1)
- Ercole Agliardi, giornalista e saggista italiano (San Marco dei Cavoti, n. 1871 - Colonia, † 1947)

## Giuristi(2)
- Ercole Rocchetti, giurista e politico italiano (Chieti, n. 1905 - Roma, † 1989)
- Ercole Vidari, giurista italiano (Pavia, n. 1836 - Sanremo, † 1916)

## Imprenditori(4)
- Ercole Belloli, imprenditore italiano (Cuggiono, n. 1832 - † 1916)
- Ercole Lualdi, imprenditore e politico italiano (Milano, n. 1826 - Milano, † 1890)
- Ercole Marelli, imprenditore e mecenate italiano (Milano, n. 1867 - Tremezzina, † 1922)
- Ercole Varzi, imprenditore e politico italiano (Galliate, n. 1866 - Novara, † 1943)

## Incisori(1)
- Ercole Dogliani, incisore italiano (Torino, n. 1888 - Torino, † 1929)

## Ingegneri(1)
- Ercole Bevilacqua, ingegnere italiano (Mantova - Mantova)

## Inventori(1)
- Ercole Pace, inventore e tecnico del suono italiano (Roma, n. 1906 - Roma, † 1983)

## Letterati(1)
- Ercole Bentivoglio, letterato italiano (Mantova, n. 1507 - Venezia, † 1573)

## Lottatori(1)
- Ercole Gallegati, lottatore italiano (Faenza, n. 1911 - Castel San Pietro Terme, † 1990)

## Magistrati(1)
- Ercole del Rio, magistrato e scacchista italiano (Guiglia - Modena, † 1802)

## Matematici(2)
- Ercole Dembowski, matematico e astronomo italiano (Milano, n. 1812 - Monte di Solbiate, † 1881)
- Ercole Roselli, matematico, filosofo e rivoluzionario italiano (Roma, n. 1818 - Ancona, † 1905)

## Medici(3)
- Ercole Ferrario, medico, patriota e agronomo italiano (Samarate, n. 1816 - Gallarate, † 1897)
- Ercole Pasquali, medico, chirurgo e ginecologo italiano (Roma, n. 1825 - Roma, † 1906)
- Ercole Sassonia, medico italiano (Padova, n. 1551 - Padova, † 1607)

## Militari(7)
- Ercole Bevilacqua, militare italiano (n. 1554 - Ferrara, † 1600)
- Ercole Malatesta, militare e condottiero italiano (Mirandola - Legnano, † 1591)
- Ercole Miani, militare e antifascista italiano (Visignano d'Istria, n. 1893 - Trieste, † 1968)
- Ercole Ronco, militare italiano (Torino, n. 1890 - † 1967)
- Ercole Rossi, militare italiano (Secugnago, n. 1899 - Yol, † 1942)
- Ercole Sfondrati, I duca di Montemarciano, militare e nobile italiano (Milano, n. 1559 - Bellagio, † 1637)
- Ercole Teodoro Trivulzio, militare e nobile italiano (Milano, n. 1620 - Lodi, † 1664)

## Nobili(13)
- Ercole da Camino, nobile italiano († 1422)
- Ercole Coccapani Imperiali, nobile e politico italiano (Modena, n. 1803 - Modena, † 1861)
- Ercole Contrari, nobile italiano (Ferrara - † 1575)
- Ercole Durini di Monza, nobile, diplomatico e politico italiano (Gorla Minore, n. 1876 - Milano, † 1968)
- Ercole di Monaco, nobile monegasco (Monaco, n. 1562 - Monaco, † 1604)
- Ercole Gonzaga, nobile e militare italiano (Milano, † 1640)
- Ercole Gonzaga di Novellara, nobile italiano (Reggio Emilia, † 1536)
- Ercole Grimaldi, nobile monegasco (Parigi, n. 1623 - Montecarlo, † 1651)
- Ercole Silva, nobile, scrittore e architetto del paesaggio italiano (Milano, n. 1756 - Cinisello, † 1840)
- Ercole Gian Antonio Turinetti di Priero, nobile italiano (Bruxelles, n. 1717 - Torino, † 1781)
- Ercole Ludovico Turinetti di Priero, nobile italiano (Torino, n. 1658 - Vienna, † 1726)
- Ercole d'Este, nobile (Castellarano, † 1523)
- Ercole Rinaldo d'Este, nobile (n. 1769 - Modena, † 1795)

## Orafi(1)
- Ercole dei Fedeli, orafo e incisore italiano (Sesso)

## Organisti(1)
- Ercole Pasquini, organista, clavicembalista e compositore italiano (Ferrara, n. 1550 - Roma)

## Ornitologi(1)
- Ercole Turati, ornitologo italiano (Busto Arsizio, n. 1829 - Milano, † 1881)

## Pallanuotisti(1)
- Ercole Boero, pallanuotista e allenatore di pallanuoto italiano (La Spezia, n. 1889 - Genova, † 1952)

## Partigiani(2)
- Ercole Chiolerio, partigiano italiano (Torino, n. 1928 - Albugnano, † 1945)
- Ercole Vincenzo Orsini, partigiano italiano (Teramo, n. 1901 - Montorio al Vomano, † 1943)

## Piloti motociclistici(1)
- Ercole Frigerio, pilota motociclistico italiano (Albiate, n. 1907 - Berna, † 1952)

## Pittori(15)
- Ercole Abbati, pittore italiano (Modena, n. 1573 - Modena, † 1613)
- Ercole Salvatore Aprigliano, pittore italiano (La Spezia, n. 1892 - † 1975)
- Ercole Bazzicaluva, pittore e incisore italiano (Pisa, n. 1590 - Firenze, † 1641)
- Ercole Calvi, pittore italiano (Verona, n. 1824 - Verona, † 1900)
- Ercole de' Roberti, pittore italiano (Ferrara - Ferrara, † 1496)
- Ercole Gennari, pittore italiano (Cento, n. 1597 - Bologna, † 1658)
- Ercole Grandi, pittore e architetto italiano
- Ercole Graziani, pittore italiano (Bologna, n. 1688 - Bologna, † 1765)
- Ercole Papa, pittore italiano
- Ercole Pignatelli, pittore e scultore italiano (Lecce, n. 1935)
- Ercole Procaccini il Giovane, pittore italiano (Milano, n. 1605 - † 1680)
- Ercole Procaccini il Vecchio, pittore italiano (Bologna, n. 1515 - † 1595)
- Ercole Ramazzani, pittore e scultore italiano (Arcevia - Arcevia, † 1598)
- Ercole Sarti, pittore italiano (Ficarolo, n. 1593)
- Ercole de Maria, pittore italiano (San Giovanni in Persiceto)

## Poeti(3)
- Ercole Carletti, poeta, drammaturgo e linguista italiano (Udine, n. 1877 - Udine, † 1946)
- Ercole Ugo D'Andrea, poeta italiano (Galatone, n. 1937 - Galatone, † 2002)
- Ercole Strozzi, poeta italiano (Ferrara, n. 1473 - Ferrara, † 1508)

## Politici(10)
- Ercole Bentivoglio, politico italiano (Bologna, n. 1450 - Bologna, † 1524)
- Ercole Cati, politico, ambasciatore e traduttore italiano (Ferrara - Ferrara)
- Ercole Chiri, politico e partigiano italiano (Pavia, n. 1890 - Pavia, † 1980)
- Ercole Gaddi Pepoli, politico italiano (Vienna, n. 1896 - Forlimpopoli, † 1932)
- Ercole Lanza di Trabia, politico italiano (Palermo, n. 1813 - Palermo, † 1885)
- Ercole Magnaguti, politico italiana (Mantova, n. 1832 - Mantova, † 1892)
- Ercole Antonio Mattioli, politico e diplomatico italiano (Valenza, n. 1640 - Cannes, † 1694)
- Ercole Felice Montani, politico italiano (Terni, n. 1884 - Terni, † 1956)
- Ercole Oldofredi Tadini, politico italiano (Brescia, n. 1810 - Calcio, † 1877)
- Ercole Tomaso Roero, politico, militare e diplomatico italiano (Torino, n. 1661 - Torino, † 1747)

## Presbiteri(1)
- Ercole Agnoletti, presbitero, storico e archivista italiano (Galeata, n. 1920 - Firenze, † 2007)

## Rivoluzionari(1)
- Ercole D'Agnese, rivoluzionario e giurista italiano (Piedimonte Matese, n. 1745 - Napoli, † 1799)

## Schermidori(1)
- Ercole Domeniconi, ex schermidore italiano

## Scrittori(3)
- Ercole Luigi Morselli, scrittore e drammaturgo italiano (Pesaro, n. 1882 - Roma, † 1921)
- Ercole Patti, scrittore, giornalista e sceneggiatore italiano (Catania, n. 1904 - Roma, † 1976)
- Ercole Quadrelli, scrittore, esoterista e traduttore italiano (Monte Cerignone, n. 1879 - Roma, † 1948)

## Scultori(5)
- Ercole Drei, scultore italiano (Faenza, n. 1886 - Roma, † 1973)
- Ercole Ferrata, scultore italiano (Pellio Intelvi, n. 1610 - Roma, † 1686)
- Antonio Raggi, scultore svizzero (Vico Morcote, n. 1624 - Roma, † 1686)
- Ercole Rosa, scultore italiano (San Severino Marche, n. 1846 - Roma, † 1893)
- Ercole Villa, scultore italiano (Milano, n. 1827 - Vercelli, † 1909)

## Storici(1)
- Ercole Ricotti, storico e ingegnere italiano (Voghera, n. 1816 - Torino, † 1883)

## Umanisti(1)
- Ercole Bottrigari, umanista e teorico musicale italiano (Bologna, n. 1531 - Sant'Alberto di Piano, † 1612)

## Vescovi(1)
- Ercole Vaccari, vescovo italiana (Ravarino, n. 1550 - Rossano, † 1624)

## Vescovi cattolici(3)
- Ercole Lamia, vescovo cattolico italiano (Faenza - † 1591)
- Ercole Lupinacci, vescovo cattolico italiano (San Giorgio Albanese, n. 1933 - San Cosmo Albanese, † 2016)
- Ercole Domenico Monanni, vescovo cattolico italiano (Candia, n. 1631 - Terracina, † 1710)

## Viaggiatori(1)
- Ercole Zani, viaggiatore e scrittore italiano (Bologna, n. 1634 - Bologna, † 1684)

## Violinisti(1)
- Ercole Gaibara, violinista italiano (n. 1620 - † 1690)

## Senza attività specificata(3)
- Ercole I d'Este, duca italiano (Ferrara, n. 1431 - Ferrara, † 1505)
- Ercole II d'Este, duca italiano (Ferrara, n. 1508 - Ferrara, † 1559)
- Massimiliano Sforza, duca italiano (Milano, n. 1493 - Parigi, † 1530)